# حرس الخليفة
الحرس أو حراس الخليفة أو حرس الخلافة، كانت وحدة حراسة شخصية للخلفاء في عهد الخلفاء الراشدون والأمويين والعباسيين تم إنشاء الحرس أيضاً في إمارة قرطبة في الأندلس.

## الأصل

### العصر النبوي
ظهر الحرس لأول مرة في زمن النبي محمد، حيث ظهر العديد من رجال المسلمين الأقوياء مثل أبو بكر الصديق وسعد بن أبي وقاص وسعد بن معاذ وزكوان بن القيس والزبير بن العوام وبلال بن رباح وعباد بن بشر وأبو أيوب الأنصاري كانوا بمثابة الحراس الشخصيين للنبي كما كانوا من صحابته.

### عصر الخلافة الراشدة
بعد بيعة أبو بكر الصديق كأول خليفة واندلاع حروب الردة، شهدت وحدات الحرس والشرطة بقيادة علي بن أبي طالب وسعد بن أبي وقاص والزبير بن العوام قتالًا في معركة ضد المتمردين الذين هاجموا المدينة المنورة، وبعد ذلك في ملاحقة المتمردين نحو دومة الجندل. وكان الخليفة قد لجأ إلى استخدام هذه الوحدة لأن الجيش الرئيسي للخلافة كان منخرطاً في سرية البلقاء بقيادة أسامة بن زيد.

### الخلافة الأموية
كما ظهر الحرس في عهد معاوية بن أبي سفيان (حكم 661–680)، أول الخلفاء الأمويين. أفادت معظم الروايات الكلاسيكية أنه أسس الحرس بعد محاولة اغتياله. وعيّن المولى مسلم أبو عبد الله رئيساً لها، وبنى له غرفة حراسة داخل المسجد كان يحيط بها أعضاء الحرس أثناء الصلاة. كما جعل أعضاء الحرس يسيرون أمامه بالرماح في مواكب رسمية.

### إمارة قرطبة
في إمارة قرطبة الأموية، تم تأسيس الحرس على يد الحكم بن هشام، أمير قرطبة الأموي (796-822) في عام 805. كان الحرس يقوده الزعيم القوطي الغربي للمسيحيين العلمانيين في قرطبة، يأتي (الكونت) ربيع، ابن ثيودولف، الذي عمل أيضاً كجابي ضرائب الأمير. تمت إزالة ربيع من منصبه وإعدامه بالصلب بسبب اختلاسات.
قام البروفيسور كريستوفر بيكويث بمقارنة حرس الخليفة بوحدات الحراسة الشخصية الملكية الأخرى في المجتمعات الهندية الأوروبية ، والتي يشار إليها عمومًا باسم كوميتاتوس.

## خدمة

### منظمة
كان يقود الحرس رئيس، والذي كان يشغل في كثير من الأحيان مناصب إدارية مثل مسؤولية الختم الرسمي، ومكتب أمين الغرفة، ومكتب المراسلات. من المحتمل أن تشمل مؤهلات المنصب الرئيسي المهارات العسكرية والقوة البدنية والولاء للخليفة والمهارات الإدارية. معظم زعماء الحرس المعروفين كانوا من الموالي، المعتقون من خلفية غير عربية. ومن المحتمل أن يكون العديد من الأعضاء من المولاة أيضاً.  وكان سبب اختيار غير العرب هو عدم وجود الولاءات القبلية التي قد تؤثر على ولاء العربي للخليفة.  وليس من غير المألوف أن يخلفه شخص قريب من رئيس الحرس.
وتنوعت أحجام الحراس، حيث تراوحت بين 300 في عهد الخليفة الأموي عمر بن عبد العزيز، و500 في عهد الخليفة العباسي أبي عبد الله المهدي.

### السلاح
ذكرت الروايات المتعلقة بالحراس أن أعضائها كانوا مسلحين برماح أو رماح قصيرة تسمى الحراب (جمع حربة) وهراوات حديدية أو صولجان. كما ذكرت روايات أخرى أن الأعضاء استخدموا السياط. كان الزعماء يستخدمون السيوف بشكل شائع، وكان تعيينهم أحيانًا مصحوبًا باستلام السيف بشكل احتفالي. كما ورد أن الزعماء استخدموا السلاسل كأداة للتعذيب.

### وظيفة
كان الدور الرئيسي للحراس هو العمل كحراس شخصيين للخلفاء، ومن المعروف أن أعضاء الحرس يحرسون الخليفة حتى أثناء الاجتماعات الخاصة وفي الليل وأثناء الصلاة في المسجد.
وفي بعض الأحيان، كان الخليفة الحاكم يستخدمها أيضًا لتخويف المعارضة السياسية. على سبيل المثال، عندما طلب معاوية من الأفراد قبول ابنه يزيد كخليفة له ومبايعته، تم إرسال أعضاء الحرس لترهيب الأفراد المترددين. كما ورد أن يزيد أرسل بعض أعضاء الحرس إلى عبد الله بن الزبير لضمان ولاء عبد الله.